# Андерсон, Джон, 1-й виконт Уэверли
Джон Андерсон, 1-й виконт Уэверли (англ. John Anderson, 1st Viscount Waverley; 8 июля 1882 — 4 января 1958) — шотландский государственный служащий и политик, наиболее известный по службе в Военном кабинете во время Второй мировой войны, за что получил прозвище «Премьер-министр Тыла». Он занимал пост министра внутренних дел, лорда-президента Совета и канцлера казначейства.

## Происхождение и образование
Джон Андерсон родился 8 июля 1882 года в Эдинбурге, Шотландия. Старший сын Дэвида Александра Пирсона Андерсона, печатника и торговца канцелярскими принадлежностями, и его жены Джанет Килгур, урожденной Бриглмен. Он учился в колледже Джорджа Уотсона в Эдинбурге, где был старшим преподавателем школы, зарабатывая призы за англосаксонский, древнеанглийский и современные языки.
В октябре 1899 года Джон Андерсон сдал экзамен для поступающих в Эдинбургский университет, который определял порядок получения стипендий и грантов. Он занял одиннадцатое место и получил стипендию в размере 100 фунтов стерлингов. На первом году обучения он занял первое место в своем классе по математике и естественной философии. Джон Андерсон окончил в 1903 году с отличием по математике, физике и химии, получив степень бакалавра наук, и с отличием по математике и естественной философии, получив степень магистра искусств.
Вместе с другими шотландцами Джозефом Генри Маклагеном Уэддерберном, Форсайтом Джеймсом Уилсоном и Уильямом Уилсоном Андерсон отправился в Лейпцигский университет в Германии, где намеревался изучать физическую химию.

## Карьера на государственной службе

### Колониальное управление
В июле 1905 года Джон Андерсон отправился в Лондон и сдал экзамен на британскую государственную службу. Он поступил в Колониальное управление на должность клерка второго класса с годовой зарплатой в 200 фунтов стерлингов (что эквивалентно 27 000 фунтов стерлингов в 2023 году).
Джон Андерсон приступил к работе в колониальном ведомстве в октябре 1905 года в Западноафриканском департаменте. В департаменте его называли «молодым Джоном Андерсоном», чтобы отличать его от другого Джона Андерсона, который стал губернатором Стрейтс-Сетлментс.
Джон Андерсон служил в Комитете сэра Кенелма Дигби в 1908 году по землям Северной Нигерии. Это не подразумевало поездки в Нигерию, но в 1909 году он отправился в Гамбург, чтобы встретиться со своими немецкими коллегами в Гамбургском колониальном институте, где его свободное владение немецким языком оказалось полезным. В 1911 году он был секретарем ведомственного комитета лорда Эммотта, который рекомендовал введение особой местной валюты в Британской Западной Африке.

### Великая война
В 1912 году канцлер казначейства Дэвид Ллойд Джордж ввел Национальное страхование, начало государства всеобщего благосостояния в Великобритании. Для его управления был создан новый правительственный департамент под председательством сэра Роберта Моранта. Андерсон поступил на службу в новый департамент. Когда в мае 1913 года должность секретаря Национальной комиссии по страхованию стала вакантной, Андерсон был назначен на эту должность, обойдя многих других старших государственных служащих. У Джона Андерсона сложились хорошие рабочие отношения с Морантом. «Проблема молодого Джона Андерсона, — сетовал Морант, — в том, что он всегда чертовски прав».
После начала Первой мировой войны в августе 1914 года Джон Андерсон занимался обеспечением поставок медицинских и хирургических инструментов, которые до этого импортировались из Германии. Он вызвал группу экспертов для анализа и производства арсфенамина, известного как «606», препарата, который ранее поставлялся компанией Bayer в Германии. Затем они начали производить другие вещества, включая аспирин. Андерсон зарегистрировался для службы по схеме Дерби, но был зачислен в армейский резерв. Это не помешало молодой женщине вручить ему белое перо.
Дэвид Ллойд Джордж стал премьер-министром Великобритании в декабре 1916 года, и одним из его первых действий было создание Министерства судоходства под руководством сэра Джозефа Маклея, и Морант согласился освободить Андерсона, чтобы тот стал его секретарем в январе 1917 года. Хотя это была не его идея, Андерсон осознал ценность Совета по морскому транспорту союзников и оказал ему свою поддержку. После перемирия 11 ноября 1918 года Министерство судоходства оказалось втянутым в спор по поводу продолжения блокады Германии и отправки гуманитарной помощи голодающим гражданам. В конце концов немцы согласились передать все свои корабли союзникам для перевозки грузов. В конечном итоге суда были сохранены в качестве репараций. За свою военную службу в Министерстве судоходства Андерсон был удостоен звания Кавалера Ордена Бани в 1918 году и был повышен до звания рыцаря-командора Ордена Бани в 1919 году.
Джон Андерсон стал секретарем Совета местного самоуправления в апреле 1919 года, но в июле он был объединен с Комиссией по медицинскому страхованию, образовав Министерство здравоохранения, и Андерсон стал вторым секретарем при Роберте Моранте, который запросил назначение Андерсона своим заместителем. Однако Джон Андерсон также недолго оставался на этой должности, поскольку 1 октября 1919 года он был назначен председателем Совета по внутренним доходам с годовым окладом в 2000 фунтов стерлингов плюс 300 фунтов стерлингов военного бонуса, который был увеличен до 3000 фунтов стерлингов плюс 500 фунтов стерлингов 1 марта 1920 года.

### Ирландия
Кристина Маккензи скончалась 9 мая 1920 года во время операции по удалению рака, оставив Джона Андерсона вдовцом с двумя маленькими детьми. 16 мая Андерсон стал заместителем министра Ирландии. Он также был представителем казначейства Великобритании, и стал тайным советником Ирландии в июне 1920 года. Административные договоренности были нетрадиционными: он не заменил своего предшественника Джеймса Макмахона, но разделил с ним эту должность.
Более восьмидесяти членов Королевской ирландской полиции были убиты в предыдущем году, и как численность, так и моральный дух были низкими. Андерсон руководил кампанией по набору бывших военнослужащих в Англии, Шотландии и Уэльсе. На всех не хватало униформы, поэтому они носили смесь армейской униформы цвета хаки и темно-зеленой униформы Королевской ирландской полиции, что дало им прозвище «Черно-коричневые». Генерал-майор Хью Тюдор получил полную свободу действий для реорганизации и переоснащения полиции и способствовал сотрудничеству между полицией и армией.
Перед лицом мятежа Джон Андерсон стремился избежать видимости того, что Британия вовлечена в войну за возвращение своих земель. Он путешествовал в бронированном автомобиле с полицейским эскортом и носил с собой револьвер. Он вел мирные переговоры с Шинн Фейн, но в отличие от Коупа он был не в своей стихии. Было достигнуто соглашение, и 16 января 1922 года вице-король (виконт Фицалан) официально передал власть Временному правительству. За службу в Ирландии Андерсон был удостоен звания рыцаря Большого креста Ордена Бани в 1923 году.

### Министерство внутренних дел
Все время, пока Джон Андерсон был в Ирландии, он все еще был номинально председателем Совета по внутренним доходам, и он вернулся к этой роли в январе 1922 года. Но уже в марте Джон Андерсон был назначен заместителем министра внутренних дел. В то время в Министерстве внутренних дел было семь отделов, каждый со своим помощником секретаря: контроль за иностранцами, дети и испытательный срок, преступность, фабрики и магазины, Нормандские острова, Северная Ирландия и полиция. Андерсон работал по восемь часов в день, с 10:15 утра до 18:15 вечера каждый день, с полуторачасовым перерывом на обед.
Через Отдел Северной Ирландии Джон Андерсон продолжал заниматься ирландскими проблемами. Он помог договориться о границе между новым Ирландским Свободным государством и Северной Ирландией в 1923 году. Он также возглавлял подкомитет Комитета имперской обороны 1925 года по мерам предосторожности при воздушных налетах. В том же году произошла Красная пятница, 31 июля 1925 года, когда правительство капитулировало перед требованиями Федерации горняков Великобритании предоставить субсидию в размере 23 миллионов фунтов стерлингов горнодобывающей промышленности для поддержания заработной платы шахтеров и обеспечения промышленной гармонии.
Понимая, что это может лишь временно предотвратить крупный промышленный конфликт, премьер-министр Стэнли Болдуин назначил Джона Андерсона председателем межведомственного комитета для подготовки к нему. Каждому департаменту была отведена определенная роль: Совет по торговле запасал продукты питания и уголь, Министерство транспорта организовывало распределение, а Министерство внутренних дел отвечало за поддержание закона и порядка. Когда 4 мая 1926 года в Великобритании началась всеобщая забастовка, Джон Андерсон готовился к этому в течение девяти месяцев. Он был особенно полон решимости оставаться беспристрастным и избегать видимости предпочтения одной стороны другой.

### Губернатор Бенгалии
Быть главой департамента было вершиной карьеры на государственной службе, и к ноябрю 1931 года Джон Андерсон был заместителем министра в течение девяти лет, но в возрасте 49 лет ему все еще оставалось одиннадцать лет до выхода на пенсию. В этот момент появилось неожиданное предложение. Государственный секретарь по делам Индии сэр Сэмюэл Хор и заместитель государственного секретаря по делам Индии сэр Файндлейтер Стюарт искали преемника губернатору Бенгалии сэру Стэнли Джексону. Провинция была неспокойной, и они подумали об Андерсоне, основываясь на его службе в Ирландии и во время Всеобщей забастовки 1926 года. Джексон едва избежал пули убийцы в Университете Калькутты 6 февраля 1932 года. 3 марта Джон Андерсон обедал в Букингемском дворце с королем Георгом V, который сделал его рыцарем-великим командором Ордена Индийской империи.
Андерсон прибыл в Калькутту 29 марта 1932 года и был встречен салютом из 17 орудий. Должность предусматривала годовую зарплату приблизительно в 114 000 фунтов стерлингов, надбавку на расходы в размере 25 000 фунтов стерлингов и грант в размере 100 000 фунтов стерлингов для покрытия расходов на заработную плату его персонала.
Правительственные дома были в Калькутте, Дарджилинге, Барракпуре и Дакке. Основная резиденция губернатора находилась в Калькутте, но когда в апреле становилось жарко, губернатор и его сотрудники переезжали в Дарджилинг, возвращаясь, когда в июне начинался муссон. Каждый год они проводили месяц в Дакке во исполнение обещания, данного при воссоединении Бенгалии в 1911 году. Затем они возвращались в Дарджилинг, оставаясь там до наступления холодов, а затем возвращались в Калькутту. Андерсон посетил все двадцать шесть округов Бенгалии, обычно путешествуя на поезде, но иногда по реке на буксируемой барже, которую он назвал «Мэри Андерсон» в честь своей дочери.
Джон Андерсон осознал, что корень проблем Бенгалии был финансовым. Главный источник дохода собирался в соответствии с условиями Постоянного урегулирования Бенгалии, которое было заключено лордом Корнуоллисом в 1793 году, и облагал налогом землевладельцев, известных как заминдары, на основе стоимости их земли. Другие формы налогообложения, такие как подоходный налог и экспортные пошлины, собирались центральным правительством, и мало что возвращалось в Бенгалию. В результате общественная инфраструктура, такая как полиция, образование и здравоохранение, была истощена. Экспортная пошлина на торговлю джутом была особенно несправедливой, поскольку она была введена во время Первой мировой войны, когда торговля процветала, но к 1932 году торговля пришла в упадок из-за конкуренции со стороны бумажных и хлопковых мешков. Глобальная Великая депрессия привела к падению цен на сельскохозяйственные товары. Андерсон договорился о пересмотре финансовых соглашений с сэром Отто Нимейером, в соответствии с которым провинции сохранили половину своих доходов от подоходного налога и джутовой пошлины, а долги провинций центральному правительству были аннулированы.
Другой важной задачей, с которой столкнулся Андерсон, была борьба с терроризмом. Коллективные штрафы были наложены на районы, которые укрывали или поддерживали террористов, а средства использовались для увеличения присутствия полиции. Он знал, что является целью, но как представитель короля он продолжал появляться на публике, передвигаясь в Роллс-Ройсе или открытом конном экипаже. Джон Андерсон пережил три покушения на свою жизнь.
Джон Андерсон осуществил ряд экономических и социальных программ. Он вел кампанию против водяного гиацинта, инвазивного вида растений, который угрожал засорить водные пути Бенгалии. Он регулировал производство джута с помощью системы добровольных ограничений. Он создал комиссию, которая изучала проблему сельской задолженности, и спонсировал законодательство по сокращению задолженности фермеров. Он ввел обязательное начальное школьное образование. Закон о правительстве Индии 1935 года должен был вступить в силу 1 апреля 1937 года, вскоре после истечения его пятилетнего срока полномочий, но по просьбе государственного секретаря по делам Индии, маркиза Зетланда, и вице-короля, маркиза Линлитгоу, Джон Андерсон согласился на шестимесячное продление, чтобы контролировать переход к самоуправлению, но отклонил просьбу Зетланда о дальнейшем продлении своего срока. За свои заслуги в Индии Андерсон был назначен рыцарем-великим командором Ордена Звезды Индии 15 декабря 1937 года и стал членом Тайного совета Великобритании в 1938 году.

## Политическая карьера

### Довоенный период
Внезапная смерть Рамсея Макдональда 9 ноября 1937 года создала случайную вакансию на его месте от Шотландских университетов в Палате общин, и теперь Юнионистской партии нужно было найти другого кандидата. Джон Андерсон вернулся в Лондон 11 декабря 1937 года. Он согласился баллотироваться на выборах в качестве кандидата от Национального правительства без партийной маркировки. Его кандидатура была объявлена 4 января 1938 года. Голосование проводилось по почте, что означало, что Андерсону не нужно было вести кампанию, а нужно было только предоставить заявление о своей политической философии. В этом он подтвердил свою поддержку Национального правительства и дал квалифицированную поддержку шотландскому национализму. Результаты были объявлены 28 февраля; Андерсон получил больше голосов, чем любой другой кандидат, и был объявлен победителем. Он занял свое место 2 марта и произнес свою первую речь в Палате общин 1 июня. Поводом стали дебаты по предоставлению финансирования, разрешенного в соответствии с Законом о предупреждении воздушных налетов 1937 года, предметом, в который он ранее был вовлечен и с которым его впоследствии будут отождествлять.
Перед отъездом из Калькутты Джон Андерсон принял должность директора в Midland Bank, а после возвращения в Англию вошел в советы директоров Vickers, Imperial Chemical Industries (ICI) и Employers Liability Assurance Corporation. Гонорары директоров давали ему годовой доход около 5000 фунтов стерлингов. К нему обратились члены совета директоров Imperial Airways, которые искали нового председателя на полный рабочий день с предложением, превышающим сумму более чем в два раза. Однако Чемберлен поставил условие, что если он примет это предложение, то ему придется отказаться от других директорских должностей и места в Палате общин на следующих всеобщих выборах, которые должны были состояться в 1940 году. Поэтому Андерсон отклонил назначение.
В мае 1938 года Сэмюэль Хор, который теперь был министром внутренних дел, назначил Андерсона председателем нового Комитета по эвакуации для изучения проблем, связанных с эвакуацией людей и предприятий из густонаселенных промышленных районов в случае войны. В течение следующих восьми недель комитет провел двадцать пять заседаний и допросил пятьдесят семь свидетелей. Комитет представил свой отчет в июле. Схема, изложенная в отчете, была реализована, когда в сентябре 1939 года началась Вторая мировая война. Тем временем, в октябре 1938 года Андерсон вошел в министерство Невилла Чемберлена в качестве лорда-хранителя Малой печати. В этом качестве он был назначен ответственным за гражданскую оборону. Он инициировал разработку типа бомбоубежища и нанял Уильяма Патерсона для его проектирования. Патерсон работал со своим содиректором Оскаром Карлом (Карлом) Керрисоном, и вместе они разработали небольшой цилиндр из листового металла, сделанный из готовых деталей, который можно было собрать в саду и частично закопать для защиты от взрыва бомбы. Он стал известен как убежище Андерсона. Когда в сентябре 1939 года началась война, было поставлено около 1,5 миллионов убежищ Андерсона.

### Военное время
Согласно заранее разработанному плану, с началом Второй мировой войны 3 сентября 1939 года Джон Андерсон стал министром внутренних дел и министром внутренней безопасности. После норвежской кампании Невилл Чемберлен ушел в отставку 10 мая 1940 года, и Уинстон Черчилль стал премьер-министром, но Андерсон остался министром внутренних дел и министром внутренней безопасности в новом коалиционном правительстве. Меры, принятые в Ирландии и Бенгалии, теперь были применены к Великобритании. Андерсон создал специальные трибуналы для оценки благонадежности иностранцев, проживающих в Великобритании. Он сообщил Палате общин, что из 73 353 иностранцев в Великобритании не менее 55 457 были беженцами от нацистского гнета; только 569 были интернированы. Однако, поскольку ход войны повернулся против Великобритании, давление с требованием действовать против иностранцев росло, и 16 мая около 3000 мужчин, чья надежность была классифицирована как неопределенная, были интернированы, а в июне 3500 женщин и детей были отправлены на остров Мэн. Затем Андерсон решил интернировать беженцев, ранее считавшихся надежными, и около 8000 были перевезены в Канаду и Австралию. Члены Коммунистической партии Великобритании, Союза клятвы мира и Британского союза фашистов были арестованы.
После начала Блица были реализованы непредвиденные обстоятельства, к которым готовился Андерсон, и Андерсон подвергся резкой критике в прессе и Палате общин по вопросу не предоставления глубоких убежищ. 8 октября 1940 года в результате перестановок, вызванных отставкой Чемберлена из-за плохого здоровья, Андерсона сменил Герберт Моррисон, менее способный администратор, но более искусный политик. Джон Андерсон стал лордом-президентом Совета и полноправным членом Военного кабинета. Лорд-президент занимал пост председателя Комитета лорда-президента. Этот комитет действовал как центральный клиринговый центр, который занимался экономическими проблемами страны. Это было жизненно важно для бесперебойной работы британской военной экономики и, следовательно, всех британских военных усилий. У Андерсона не было собственного персонала, но он использовал штат Военного кабинета, в частности его Экономический отдел. Как председатель Комитета по рабочей силе, он контролировал распределение наиболее важных ресурсов военного времени: людей.
Будучи лордом-президентом Совета, Джон Андерсон был министром, ответственным за несколько научных организаций, включая Департамент научных и промышленных исследований, Совет по сельскохозяйственным исследованиям и Совет по медицинским исследованиям. В августе 1941 года Андерсон стал министром кабинета министров, ответственным за надзор за британским проектом по созданию атомной бомбы, известным как проект Tube Alloys. Для управления им был создан специальный отдел Департамента научных и промышленных исследований под руководством Уоллеса Эйкерса. Андерсон вел переговоры о сотрудничестве с американцами на Второй Вашингтонской конференции в июне 1942 года, но после создания Манхэттенского проекта в том же году сотрудничество прекратилось. В ответ на просьбу американцев Андерсон вылетел в Вашингтон, 1 августа 1943 года для переговоров с Джеймсом Брайантом Конантом и Вэниваром Бушем. Ему пришлось заверить американцев, что интерес Великобритании заключается в победе в войне, а не в прибыли, которую можно будет получить от ядерной энергии впоследствии. Затем он отправился в Канаду для переговоров с тамошними чиновниками. Кульминацией его усилий стало подписание Квебекского соглашения 19 августа 1943 года, которое проложило путь британскому вкладу в Манхэттенский проект.
24 сентября 1943 года Джон Андерсон был назначен канцлером казначейства. Он сохранил ответственность за Tube Alloys и свое председательство в Комитете по трудовым ресурсам. Будучи канцлером, он ввел налоговую систему «оплата по мере получения дохода», разработанную Полом Чемберсом; соответствующее законодательство должно было быть введено Вудом в день его смерти. Система оказалась очень успешной и постепенно была распространена на всех работодателей, за исключением вооруженных сил. В письменном ответе Палаты общин от 12 июня 1945 года он объявил о создании Совета по делам искусств Великобритании, преемника Совета по поощрению музыки и искусств.
В январе 1945 года Уинстон Черчилль написал королю Георгу VI, чтобы сообщить, что если он и его заместитель (и наследник) Энтони Иден умрут во время войны, Джон Андерсон должен стать премьер-министром: «Премьер-министр обязан посоветовать Вашему Величеству послать за сэром Джоном Андерсоном в случае гибели премьер-министра и министра иностранных дел». Хотя Уинстон Черчилль не был членом политической партии, он считал, что Андерсон обладает способностями возглавить Национальное правительство, и что независимая фигура необходима для поддержания коалиции. Во время Ялтинской конференции Джон Андерсон выступил против требований СССР о военных репарациях от Германии из-за роли, которую репарации за Первую мировую войну сыграли в Великой депрессии и крахе Веймарской республики.
После капитуляции Германии 7 мая 1945 года Черчилль безуспешно пытался добиться продолжения работы военного коалиционного правительства до окончания войны с Японией, которая, как считалось в то время, должна была начаться через год. 23 мая Черчилль подал прошение об отставке королю, который назначил выборы на 5 июля. Андерсон сохранил свою роль канцлера казначейства в министерстве временного Черчилля и оставался на этом посту до победы лейбористов на парламентских выборах в июле 1945 года.

### Послевоенный период
Новый премьер-министр Клемент Эттли назначил Джона Андерсона председателем нового Консультативного комитета по атомной энергии 14 августа 1945 года. 9 ноября он сопровождал Эттли в Вашингтон, для переговоров по атомной энергии с президентом Гарри Трумэном и премьер-министром Канады Маккензи Кингом.
Джон Андерсон покинул Палату общин 23 февраля 1950 года на парламентских выборах, когда были упразднены университетские избирательные округа. Он отклонил предложения от Ольстерской юнионистской партии побороться за место в Северной Ирландии и от Черчилля побороться за место Консервативной партии в Восточном Суррее.
Тем временем Джон Андерсон стал председателем Управления порта Лондона в 1946 году и председателем Королевского оперного театра в марте того же года. Он также стал директором Канадской Тихоокеанской железной дороги и компании залива Гудзона. Он возобновил свое членство в советах директоров ICI, Vickers и Employers' Life Assurance Corporation, от которых он отказался, когда стал министром, но не в Midland Bank, что в те дни считалось бы неподобающим для бывшего канцлера казначейства. Председатель Управления порта Лондона в прошлом часто работал неполный рабочий день и не получал зарплату, но теперь, когда потребовалась постоянная работа, Андерсон настоял на том, чтобы ему платили, и получил годовой оклад в размере 7 500 фунтов стерлингов. Работа была колоссальной, поскольку порт сильно пострадал от бомбардировок во время войны, и требовались масштабные восстановительные работы.
Предполагалось, что он будет награжден Орденом Заслуг в новогодних почестях 1958 года, но операция 17 августа 1957 года показала, что у него рак поджелудочной железы, и были опасения, что он не проживет достаточно долго, чтобы получить награду, поэтому королева Елизавета II немедленно вручила ему награду, которая была вручена на его больничной койке. Он умер 4 января 1958 года в больнице Святого Томаса, и был похоронен на церковном кладбище в Уэстдине.

## Семья
2 апреля 1907 года в Эдинбурге Джон Андерсон женился первым браком на Кристине (Крисси) Маккензи (? — 9 мая 1920), дочери Эндрю Маккензи. У супругов было двое детей:
- Дэвид Аластер Пирсон Андерсон, 2-й виконт Уэверли (18 февраля 1911 — 21 февраля 1990)
- Достопочтенная Мэри Маккензи Андерсон (3 февраля 1916 — 18 июня 2006), в 1973 году она вышла замуж за норвежца Фритьофа Пиля (? — 1988).

30 октября 1941 года он женился вторым браком на Аве Кортни Бодли (12 декабря 1895 — 22 декабря 1974), дочери Джона Эдварда Кортни Бодли и вдове Ральфа Фоллетта Уигрэма (1880—1936).